# Landstrich (Kulturzeitschrift)
Die Zeitschrift Landstrich ist eine oberösterreichische jährlich erscheinende Kulturzeitschrift. Herausgeber ist der Kulturverein Landstrich mit Sitz in Korneredt bei Schärding.

## Name
Der Name Landstrich, den die Redaktion der ersten Ausgabe wählte, bezieht sich auf die ländlich strukturierte, kulturhistorisch bayerisch und österreichisch geprägte Region Innviertel, die keine politische Rechtsperson, jedoch ein kulturell definierter Raum ist. Die Ausgabe 1 erschien 1980 unter dem Titel „Heimat“. Als nach einer Unterbrechung der jährlichen Erscheinungsweise (1998 bis 2002) im Jahr 2003 mit der Nr. 19 erneut angesetzt wurde, gab man dem Heft das Thema „Heimat zwei“.

Es folgten Themenhefte, die ähnlich pointiert das Provinzielle anstimmten: „An Grenzen“ (2004), „Freud auf dem Lande“ oder „vergessen verlassen verloren“ (2013).

## Redaktion und Autoren
Begründer und Redakteure des Zeitraums 1980 bis 1997 waren u. a. Gerwald Sonnberger (Direktor des Museums Moderner Kunst Passau; als verantwortlicher Redakteur), Franz Xaver Hofer, Helga Hofer, Alois Riedl und Fritz Lichtenauer. Von 2003 bis 2025 war Franz Hamminger Obmann des Kulturvereins Landstreich und verantwortlicher Redakteur. Seit 2025 liegt die Leitung des Vereins bei Helga Hofer (Obfrau). Mit dem Wechsel des Vereinsvorsitzes hat sich auch die Redaktion neu gebildet.
In den 20 Ausgaben seit 2002 sind zirka 250 (vorwiegend) österreichische und deutsche Autoren mit Gedichten, Erzählungen, philosophischen, weltanschaulichen, satirischen und Sachtexten vertreten.
Mit Beiträgen in mehreren Ausgaben sind u. a. vertreten: Adelheid Dahimène, Bodo Hell, Maria Linschinger (unter dem Pseudonym Maria Eliskases), Friederike Mayröcker, Friedrich Hirschl, Martin Praska, Julian Schutting, Richard Wall und Peter Paul Wiplinger.

## Themen
Einige frühe Landstrich-Ausgaben waren Künstlerpersönlichkeiten gewidmet: Carry Hauser und Georg Philipp Wörlen (1986), Paula Deppe (1987), Therese Eisenmann (1989), Richard Billinger (1990), Hans Joachim Breustedt (1993), außerdem Margret Bilger und Alfred Kubin (1997).
1992 behandelte die Ausgabe 16 unter dem Titel „Die Hochzeit im Haus“ „Literarische Strömungen in Tschechien von 1968 bis 1989“. Der leitende Redakteur Gerwald Sonnberger war zu dieser Zeit bereits mit dem Aufbau des Egon Schiele Art Centrums in Krummau befasst.
Philosophische und weltanschauliche Themensetzungen bestimmten einen großen Teil der Ausgaben, u. a. „Widerstand“ (1982), „Wege nach innen“ (1988), „Abseits“ (2008), „andersartig“ (2015) oder „Die Welt von morgen“ (2020).

## Illustration
Einige Ausgaben behandeln monographisch Persönlichkeiten oder Werkgruppen der bildenden Kunst unter kunsthistorischem Aspekt. Die jüngeren Ausgaben enthalten durchwegs Abbildungsteile, die Werke zeitgenössischer Künstler zeigen, zumeist parallel zu den Ausstellungen, die der Kulturverein Landstrich im Kubin-Haus im Schloss Zwickledt durchführte, u. a.: Rudolf Klaffenböck (2015) und Karl Korab (2022).